# Колом (Јужна Дакота)
Колом (енгл. Colome) град је у америчкој савезној држави Јужна Дакота.

## Демографија
По попису из 2010. године број становника је 296, што је 44 (-12,9%) становника мање него 2000. године.
| Група             | 2000.       | 2010.       |
| Белци             | 320 (94,1%) | 278 (93,9%) |
| Афроамериканци    | 0 (0,0%)    | 0 (0,0%)    |
| Азијати           | 1 (0,3%)    | 2 (0,7%)    |
| Хиспаноамериканци | 1 (0,3%)    | 0 (0,0%)    |
| Укупно            | 340         | 296         |